# フレスカ (飲料)
フレスカ (Fresca) は、ザ コカ・コーラ カンパニーが製造する、ライムやグレープフルーツなど柑橘系の風味のダイエット飲料。スペイン語で「新鮮な」を意味し、英語の「fresh」に相当する「Fresca」を商品名としている。最初にアメリカ合衆国で発売されたのは、1966年であった。

## 歴史
1966年の発売以来、フレスカは、アメリカ合衆国において、低カロリーのライムとグレープフルーツ風味のソフトドリンクとして市場に供給されており、大人向けの味という触れ込みで販売されている。フレスカは、発売開始以来、これまでに数回、内容の大幅な変更を経てきた。発売当初は、甘味料としてチクロを用いていたが、1969年にアメリカ食品医薬品局 (FDA) がこの使用を禁止したため、代わってサッカリンが用いられるようになった。その後さらに、NutraSweet ブランドのアスパルテームに置き換えられた。2005年ころ、内容の見直しによって、副次的な甘味料としてアセスルファムカリウムが新たに追加された。
アメリカ合衆国大統領だったリンドン・B・ジョンソンは、オーバル・オフィスに、フレスカの入ったソーダ・ファウンテンを設けていた。
日本では、1980年代にダイエット飲料のはしりとして、ステビアを甘味料に用いたものが発売されたが、短期間のうちに販売は打ち切られた。
その後、セブン&アイ・ホールディングス限定で2014年に「フレスカ レモン」を、また2015年に「フレスカ レモンジンジャーエール」を発売している。(いずれも販売終了)

## 成分

### 北アメリカ向け

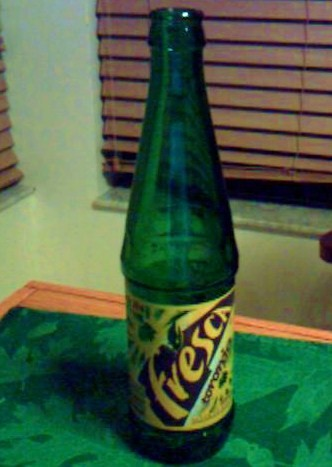
2006年、メキシコ版フレスカの355mlガラス瓶。

- 炭酸水
- クエン酸
- 濃縮グレープフルーツ・ジュース
- クエン酸カリウム（英語版）
- 安息香酸カリウム、エチレンジアミン四酢酸 (EDTA) - 保存料
- アスパルテーム
- アセスルファムカリウム
- アカシア
- 天然香料
- ウッドロジングリセリンエステル（英語版）
- 臭素化植物油（英語版）
- ローカストビーンガム（英語版）

### メキシコ向け
- 炭酸水
- 砂糖
- 濃縮ピンクグレープフルーツ・ジュース
- グレープフルーツ精油
- クエン酸カリウム
- 安息香酸カリウム、エチレンジアミン四酢酸 (EDTA) - 保存料